# Костелёво (Струго-Красненский район)
Костелёво — деревня в Струго-Красненском районе Псковской области России. Входит в состав Марьинской волости.

## География
Находится на северо-востоке региона, в центральной части района, в 13 км к северо-западу от райцентра Струги Красные.

## История
В 1941—1944 гг. деревня находилась под фашистской оккупацией войсками Гитлеровской Германии.
С 1961 до 1995 года деревня входила в Марьинский сельсовет (называвшийся Щирским сельсоветом в 1959—1961 годах), с января 1995  — в Марьинскую волость, ставшую с января 2006 года также муниципальным образованием со статусом сельского поселения.

## Население
| 2001 | 2002 | 2010 | 2011 |
| ---- | ---- | ---- | ---- |
| 166  | ↘118 | ↘62  | ↗96  |

Численность населения деревни по оценке на начало 2001 года составляла 166 жителей, на 2011 год — 96 жителей.